# Reyno
Reyno est un groupe de rock mexicain, originaire de Mexico. Il est fondé en 2012 par Christian Jean (chant et guitare) et Pablo Cantú (batterie et chœurs). Au cours de sa carrière, le groupe a accompagné Zoe en ouverture de concerts pendant la tournée Prográmaton et le chanteur León Larregui pour sa tournée solo Solstis. Reyno a sorti deux albums studio.

## Biographie
Le groupe se forme en 2012, à Mexico. En 2014, il sort son premier album intitulé Viaje por lo eterno, sous Panoram, division d'Universal Music. Le titre de cet album ayant eu le plus de succès est Dos mundos, avec lequel le groupe gagne en popularité et en reconnaissance sur la scène musicale indépendante et du rock mexicain contemporain, qui le considère alors comme une « nouvelle [formation] prometteuse ». La même année, le groupe fait la première partie des groupes Imagine Dragons et Minus the Bear, et joue dans des festivals tels que le Vive Latino et Pal 'Norte.
Le 31 août 2015, le site web et magazine Mute d'Argentine élit Reyno « meilleur groupe musical » dans sa liste des 100 meilleurs nouveaux groupes du Mexique. La même année, le groupe sort son deuxième album studio, Dualidad, qu'il présente dans plusieurs villes du pays, et qui aboutit à l'organisation d’un concert dans l’un des forums les plus importants de Mexico, la Plaza Condesa. 
En 2016, Reyno entame une tournée dans plusieurs États mexicains et travaille sur son troisième album studio. Le 10 décembre 2016, il enregistre son premier album live à l'auditorium Blackberry, qui est sorti le 12 mai 2017.

## Membres

### Membres actuels
- Christian Jean - chant, guitare
- Pablo Cantú - batterie, chœurs

### Ancien membre
- Sebastián Franco - basse (2012-2014)

### Musiciens live
- Alejandra Moreno Dulché -chœurs
- Alonso Degert - guitare
- Santiago Carranza - synthétiseur
- David Garcia - basse

## Discographie

### Albums studio
- 2014: Viaje por lo eterno
- 2015: Dualidad
- 2017: Al Principio del final

### Singles
- Dos mundos
- Amarrado
- Me voyv
- Dualidad
- Fluye
- Química
- Parte del xol (live)
- Pacífico (live)
- 2016 : Fórmula[5]